# Cante Alentejano
Cante Alentejano (portugalski za „Pjesma Alentejana”) je glazbeni žanr koji se temelji na vokalnoj glazbi a tradicionalno ge izvode amaterski pjevački zborovi u regiji Alentejano, južni Portugal. 
Odlikuje se osebujnim melodijama, tekstovima i vokalnim stilovima, a izvodi se bez instrumentalne pratnje. Zborovi se sastoje od najviše trideset pjevača podijeljenih u skupine. Ponto, u nižem rasponu, započinje pjevanje, a slijedi ga alto, koji duplicira melodiju za trećinu ili desetinu više, često dodajući ukrase. Nastavlja cijeli zbor, pjevajući preostale dionice u usporednim trećinama. Alto je vodeći glas koji se ističe od zbora tijekom cijele pjesme. Ova ponavljajuća karakteristika, kao i spor tempo i obilje stanki, pridonose monotonoj prirodi pjevanja.
U pjevanju se koriste grčki modovi koji su izumrli u klasičnoj i popularnoj europskoj glazbi, a koji su ograničeni na durske i molske ljestvice. Ovo možda potječe iz gregorijanskog korala ili arapske kulture, iako neki muzikolozi vjeruju kako je riječ o mnogo primitivnijim korijenima, pretkršćanskima, a možda čak i pre-rimskima.
Širok repertoar tradicionalne poezije nastavlja se na tradicionalne postojeće ili potpuno nove melodije. Tekstovi istražuju i tradicionalne teme kao što su: seoski život, priroda, ljubav, majčinstvo i vjera, te promjene u kulturnom i društvenom kontekstu. Cante je temeljni aspekt društvenog života u Alentejano zajednicama, prožimajući sva društvena okupljanja u javnim i privatnim prostorima. Zbog toga je Cante Alentejano upisan na popis nematerijalne svjetske baštine u Europi 2014. godine.

### Ostali projekti
|  | Zajednički poslužitelj ima još gradiva o temi Tradicionalna glazba Alenteja |